# Грюст (коммуна)
Грюст (фр. и окс. Grust) — коммуна во Франции, находится в регионе Юг — Пиренеи. Департамент — Верхние Пиренеи. Входит в состав кантона Люс-Сен-Совёр. Округ коммуны — Аржелес-Газост.
Код INSEE коммуны — 65210.

## География

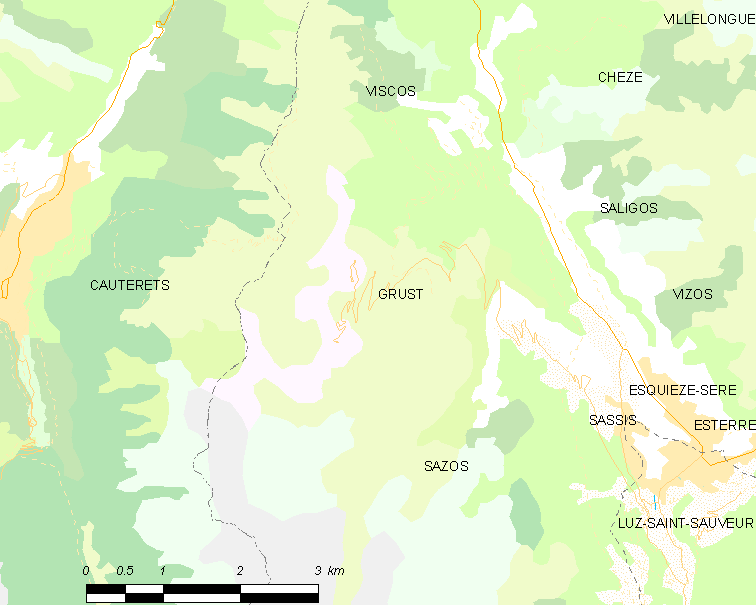
Карта коммуны

Коммуна расположена приблизительно в 690 км к югу от Парижа, в 145 км юго-западнее Тулузы, в 39 км к югу от Тарба.
По территории коммуны протекает река Пон-дю-Сак (фр. Pont du Sac).

## Климат
Климат умеренно-океанический с солнечной тёплой погодой и обильными осадками на протяжении практически всего года.

## Население
Население коммуны на 2010 год составляло 49 человек.
| 1962 | 1968 | 1975 | 1982 | 1990 | 1999 | 2010 |
| ---- | ---- | ---- | ---- | ---- | ---- | ---- |
| 72   | 66   | 63   | 54   | 44   | 40   | 49   |

## Администрация
| Период | Период | Фамилия  | Партия                              | Примечания |
| ------ | ------ | -------- | ----------------------------------- | ---------- |
| 1977   | 2020   | Эжен Тре | Французская коммунистическая партия |            |

## Экономика
В 2010 году среди 35 человек трудоспособного возраста (15-64 лет) 22 были экономически активными, 13 — неактивными (показатель активности — 62,9 %, в 1999 году было 65,4 %). Из 22 активных жителей работали 21 человек (11 мужчин и 10 женщин), безработной была 1 женщина. Среди 13 неактивных 5 человек были учениками или студентами, 2 — пенсионерами, 6 были неактивными по другим причинам.